# Wahlkreis The Wrekin
Der Wahlkreis The Wrekin ist ein Wahlkreis (englisch constituency) für die Wahl eines Abgeordneten des britischen Unterhauses (House of Commons).

## Ergebnisse (seit 1945)

### Parlamentswahl 1945
| Kandidaten           | Kandidaten       | Parteien           | Stimmen | %    |
| -------------------- | ---------------- | ------------------ | ------- | ---- |
|                      | Ivor Owen Thomas | Labour Party       | 22.453  | 56,3 |
|                      | Arthur Colegate  | Conservative Party | 17.422  | 43,7 |
| Gesamt               | Gesamt           | Gesamt             | 39.875  | 100  |
|                      |                  |                    |         |      |
| Quelle: UK Parlament |                  |                    |         |      |

### Parlamentswahl 1950
| Kandidaten           | Kandidaten       | Parteien           | Stimmen | %    |
| -------------------- | ---------------- | ------------------ | ------- | ---- |
|                      | Ivor Owen Thomas | Labour Party       | 19.730  | 53,7 |
|                      | F.G. Bibbings    | Conservative Party | 17.039  | 46,3 |
| Gesamt               | Gesamt           | Gesamt             | 36.769  | 100  |
|                      |                  |                    |         |      |
| Quelle: UK Parlament |                  |                    |         |      |

### Parlamentswahl 1951
| Kandidaten           | Kandidaten       | Parteien           | Stimmen | %    |
| -------------------- | ---------------- | ------------------ | ------- | ---- |
|                      | Ivor Owen Thomas | Labour Party       | 20.109  | 52,3 |
|                      | John Cordle      | Conservative Party | 18.305  | 47,7 |
| Gesamt               | Gesamt           | Gesamt             | 38.414  | 100  |
|                      |                  |                    |         |      |
| Quelle: UK Parlament |                  |                    |         |      |

### Parlamentswahl 1955
| Kandidaten           | Kandidaten       | Parteien           | Stimmen | %    |
| -------------------- | ---------------- | ------------------ | ------- | ---- |
|                      | William Yates    | Conservative Party | 19.019  | 50,6 |
|                      | Ivor Owen Thomas | Labour Party       | 18.541  | 49,4 |
| Gesamt               | Gesamt           | Gesamt             | 37.560  | 100  |
|                      |                  |                    |         |      |
| Quelle: UK Parlament |                  |                    |         |      |

### Parlamentswahl 1959
| Kandidaten           | Kandidaten    | Parteien           | Stimmen | %    |
| -------------------- | ------------- | ------------------ | ------- | ---- |
|                      | William Yates | Conservative Party | 22.030  | 53,6 |
|                      | Donald Bruce  | Labour Party       | 19.052  | 46,4 |
| Gesamt               | Gesamt        | Gesamt             | 41.082  | 100  |
|                      |               |                    |         |      |
| Quelle: UK Parlament |               |                    |         |      |

### Parlamentswahl 1964
| Kandidaten           | Kandidaten           | Parteien           | Stimmen | %    |
| -------------------- | -------------------- | ------------------ | ------- | ---- |
|                      | William Yates        | Conservative Party | 21.765  | 48,7 |
|                      | Donald Bruce         | Labour Party       | 19.078  | 42,7 |
|                      | John Nicholas Davies | Liberal Party      | 3.839   | 8,6  |
| Gesamt               | Gesamt               | Gesamt             | 44.682  | 100  |
|                      |                      |                    |         |      |
| Quelle: UK Parlament |                      |                    |         |      |

### Parlamentswahl 1966
| Kandidaten           | Kandidaten    | Parteien           | Stimmen | %    |
| -------------------- | ------------- | ------------------ | ------- | ---- |
|                      | Gerry Fowler  | Labour Party       | 23.692  | 50,9 |
|                      | William Yates | Conservative Party | 22.846  | 49,1 |
| Gesamt               | Gesamt        | Gesamt             | 46.538  | 100  |
|                      |               |                    |         |      |
| Quelle: UK Parlament |               |                    |         |      |

### Parlamentswahl 1970
| Kandidaten           | Kandidaten       | Parteien           | Stimmen | %    |
| -------------------- | ---------------- | ------------------ | ------- | ---- |
|                      | Anthony Trafford | Conservative Party | 26.282  | 50,5 |
|                      | Gerry Fowler     | Labour Party       | 25.764  | 49,5 |
| Gesamt               | Gesamt           | Gesamt             | 52.046  | 100  |
|                      |                  |                    |         |      |
| Quelle: UK Parlament |                  |                    |         |      |

### Parlamentswahl Februar 1974
| Kandidaten           | Kandidaten       | Parteien           | Stimmen | %    |
| -------------------- | ---------------- | ------------------ | ------- | ---- |
|                      | Gerry Fowler     | Labour Party       | 30.642  | 46,3 |
|                      | Anthony Trafford | Conservative Party | 24.121  | 36,4 |
|                      | Ian Powney       | Liberal Party      | 11.487  | 17,3 |
| Gesamt               | Gesamt           | Gesamt             | 66.250  | 100  |
|                      |                  |                    |         |      |
| Quelle: UK Parlament |                  |                    |         |      |

### Parlamentswahl Oktober 1974
| Kandidaten           | Kandidaten    | Parteien           | Stimmen | %    |
| -------------------- | ------------- | ------------------ | ------- | ---- |
|                      | Gerry Fowler  | Labour Party       | 30.385  | 48,7 |
|                      | Philip Banks  | Conservative Party | 23.547  | 37,8 |
|                      | Wally Dewsnip | Liberal Party      | 8.442   | 13,5 |
| Gesamt               | Gesamt        | Gesamt             | 62.374  | 100  |
|                      |               |                    |         |      |
| Quelle: UK Parlament |               |                    |         |      |

### Parlamentswahl 1979
| Kandidaten           | Kandidaten      | Parteien           | Stimmen | %    |
| -------------------- | --------------- | ------------------ | ------- | ---- |
|                      | Warren Hawksley | Conservative Party | 32.672  | 45,6 |
|                      | Gerry Fowler    | Labour Party       | 31.707  | 44,2 |
|                      | R. Yarnell      | Liberal Party      | 7.331   | 10,2 |
| Gesamt               | Gesamt          | Gesamt             | 71.710  | 100  |
|                      |                 |                    |         |      |
| Quelle: UK Parlament |                 |                    |         |      |

### Parlamentswahl 1983
| Kandidaten           | Kandidaten      | Parteien                | Stimmen | %    |
| -------------------- | --------------- | ----------------------- | ------- | ---- |
|                      | Warren Hawksley | Conservative Party      | 22.710  | 39,0 |
|                      | Bruce Grocott   | Labour Party            | 21.379  | 36,7 |
|                      | Mark Biltcliffe | Social Democratic Party | 14.208  | 24,4 |
| Gesamt               | Gesamt          | Gesamt                  | 58.297  | 100  |
|                      |                 |                         |         |      |
| Quelle: UK Parlament |                 |                         |         |      |

### Parlamentswahl 1987
| Kandidaten           | Kandidaten      | Parteien                | Stimmen | %    |
| -------------------- | --------------- | ----------------------- | ------- | ---- |
|                      | Bruce Grocott   | Labour Party            | 27.681  | 42,8 |
|                      | Warren Hawksley | Conservative Party      | 26.225  | 40,6 |
|                      | George Cook     | Social Democratic Party | 10.737  | 16,6 |
| Gesamt               | Gesamt          | Gesamt                  | 64.643  | 100  |
|                      |                 |                         |         |      |
| Quelle: UK Parlament |                 |                         |         |      |

### Parlamentswahl 1992
| Kandidaten           | Kandidaten      | Parteien                         | Stimmen | %    |
| -------------------- | --------------- | -------------------------------- | ------- | ---- |
|                      | Bruce Grocott   | Labour Party                     | 33.865  | 48,3 |
|                      | Elizabeth Holt  | Conservative Party               | 27.217  | 38,8 |
|                      | Anthony West    | Liberal Democrats                | 8.032   | 11,5 |
|                      | Robert Saunders | Green Party of England and Wales | 1.008   | 1,4  |
| Gesamt               | Gesamt          | Gesamt                           | 70.122  | 100  |
|                      |                 |                                  |         |      |
| Quelle: UK Parlament |                 |                                  |         |      |

### Parlamentswahl 1997
| Kandidaten           | Kandidaten      | Parteien           | Stimmen | %    |
| -------------------- | --------------- | ------------------ | ------- | ---- |
|                      | Peter Bradley   | Labour Party       | 21.242  | 46,9 |
|                      | Peter Bruinvels | Conservative Party | 18.218  | 40,2 |
|                      | Ian Jenkins     | Liberal Democrats  | 5.807   | 12,8 |
| Gesamt               | Gesamt          | Gesamt             | 45.267  | 100  |
|                      |                 |                    |         |      |
| Quelle: UK Parlament |                 |                    |         |      |

### Parlamentswahl 2001
| Kandidaten           | Kandidaten      | Parteien              | Stimmen | %    |
| -------------------- | --------------- | --------------------- | ------- | ---- |
|                      | Peter Bradley   | Labour Party          | 19.532  | 47,1 |
|                      | Jacob Rees-Mogg | Conservative Party    | 15.945  | 38,4 |
|                      | Ian Jenkins     | Liberal Democrats     | 4.738   | 11,4 |
|                      | Denis Brookes   | UK Independence Party | 1.275   | 3,1  |
| Gesamt               | Gesamt          | Gesamt                | 41.490  | 100  |
|                      |                 |                       |         |      |
| Quelle: UK Parlament |                 |                       |         |      |

### Parlamentswahl 2005
| Kandidaten           | Kandidaten     | Parteien              | Stimmen | %    |
| -------------------- | -------------- | --------------------- | ------- | ---- |
|                      | Mark Pritchard | Conservative Party    | 18.899  | 41,9 |
|                      | Peter Bradley  | Labour Party          | 17.957  | 39,9 |
|                      | Bill Tomlinson | Liberal Democrats     | 6.608   | 14,7 |
|                      | Bruce Lawson   | UK Independence Party | 1.590   | 3,5  |
| Gesamt               | Gesamt         | Gesamt                | 45.054  | 100  |
|                      |                |                       |         |      |
| Quelle: UK Parlament |                |                       |         |      |

### Parlamentswahl 2010
| Kandidaten           | Kandidaten         | Parteien                        | Stimmen | %    |
| -------------------- | ------------------ | ------------------------------- | ------- | ---- |
|                      | Mark Pritchard     | Conservative Party              | 21.922  | 47,7 |
|                      | Paul Kalinauckas   | Labour Party/Co-operative Party | 12.472  | 27,1 |
|                      | Alyson Cameron-Daw | Liberal Democrats               | 8.019   | 17,4 |
|                      | Malcolm Hurst      | UK Independence Party           | 2.050   | 4,5  |
|                      | Susan Harwood      | British National Party          | 1.505   | 3,3  |
| Gesamt               | Gesamt             | Gesamt                          | 45.968  | 100  |
|                      |                    |                                 |         |      |
| Ungültige Stimmen    | Ungültige Stimmen  | Ungültige Stimmen               | 110     | 0,2  |
| Wähler               | Wähler             | Wähler                          | 46.078  | 70,3 |
| Wahlberechtigte      | Wahlberechtigte    | Wahlberechtigte                 | 65.544  |      |
|                      |                    |                                 |         |      |
| Quelle: UK Parlament |                    |                                 |         |      |

### Parlamentswahl 2015
| Kandidaten           | Kandidaten        | Parteien                         | Stimmen | %    |
| -------------------- | ----------------- | -------------------------------- | ------- | ---- |
|                      | Mark Pritchard    | Conservative Party               | 22.579  | 49,7 |
|                      | Katrina Gilman    | Labour Party                     | 11.836  | 26,0 |
|                      | Jill Seymour      | UK Independence Party            | 7.620   | 16,8 |
|                      | Rod Keyes         | Liberal Democrats                | 1.959   | 4,3  |
|                      | Cath Edwards      | Green Party of England and Wales | 1.443   | 3,2  |
| Gesamt               | Gesamt            | Gesamt                           | 45.437  | 100  |
|                      |                   |                                  |         |      |
| Ungültige Stimmen    | Ungültige Stimmen | Ungültige Stimmen                | 206     | 0,5  |
| Wähler               | Wähler            | Wähler                           | 45.643  | 69,2 |
| Wahlberechtigte      | Wahlberechtigte   | Wahlberechtigte                  | 65.942  |      |
|                      |                   |                                  |         |      |
| Quelle: UK Parlament |                   |                                  |         |      |

### Parlamentswahl 2017
| Kandidaten           | Kandidaten        | Parteien                         | Stimmen | %    |
| -------------------- | ----------------- | -------------------------------- | ------- | ---- |
|                      | Mark Pritchard    | Conservative Party               | 27.451  | 55,4 |
|                      | Dylan Harrison    | Labour Party                     | 17.887  | 36,1 |
|                      | Denis Allen       | UK Independence Party            | 1.656   | 3,3  |
|                      | Rod Keyes         | Liberal Democrats                | 1.345   | 2,7  |
|                      | Pat McCarthy      | Green Party of England and Wales | 804     | 1,6  |
|                      | Fay Easton        | unabhängig                       | 380     | 0,8  |
| Gesamt               | Gesamt            | Gesamt                           | 49.523  | 100  |
|                      |                   |                                  |         |      |
| Ungültige Stimmen    | Ungültige Stimmen | Ungültige Stimmen                | 115     | 0,2  |
| Wähler               | Wähler            | Wähler                           | 49.638  | 72,4 |
| Wahlberechtigte      | Wahlberechtigte   | Wahlberechtigte                  | 68.604  |      |
|                      |                   |                                  |         |      |
| Quelle: UK Parlament |                   |                                  |         |      |

### Parlamentswahl 2019
| Kandidaten           | Kandidaten        | Parteien                         | Stimmen | %    |
| -------------------- | ----------------- | -------------------------------- | ------- | ---- |
|                      | Mark Pritchard    | Conservative Party               | 31.029  | 63,5 |
|                      | Dylan Harrison    | Labour Party                     | 12.303  | 25,2 |
|                      | Thomas Janke      | Liberal Democrats                | 4.067   | 8,3  |
|                      | Tim Dawes         | Green Party of England and Wales | 1.491   | 3,0  |
| Gesamt               | Gesamt            | Gesamt                           | 48.890  | 100  |
|                      |                   |                                  |         |      |
| Ungültige Stimmen    | Ungültige Stimmen | Ungültige Stimmen                | 194     | 0,4  |
| Wähler               | Wähler            | Wähler                           | 49.084  | 69,4 |
| Wahlberechtigte      | Wahlberechtigte   | Wahlberechtigte                  | 70.693  |      |
|                      |                   |                                  |         |      |
| Quelle: UK Parlament |                   |                                  |         |      |

### Parlamentswahl 2024
| Kandidaten           | Kandidaten         | Parteien                         | Stimmen | %    |
| -------------------- | ------------------ | -------------------------------- | ------- | ---- |
|                      | Mark Pritchard     | Conservative Party               | 16.320  | 32,6 |
|                      | Roh Yakobi         | Labour Party                     | 15.437  | 30,9 |
|                      | Richard Leppington | Reform UK                        | 9.920   | 19,8 |
|                      | Anthony Lowe       | Liberal Democrats                | 4.757   | 9,5  |
|                      | Pat McCarthy       | Green Party of England and Wales | 3.028   | 6,1  |
|                      | Chris Shipley      | unabhängig                       | 558     | 1,1  |
| Gesamt               | Gesamt             | Gesamt                           | 50.020  | 100  |
|                      |                    |                                  |         |      |
| Ungültige Stimmen    | Ungültige Stimmen  | Ungültige Stimmen                | 163     | 0,3  |
| Wähler               | Wähler             | Wähler                           | 50.183  | 63,6 |
| Wahlberechtigte      | Wahlberechtigte    | Wahlberechtigte                  | 78.942  |      |
|                      |                    |                                  |         |      |
| Quelle: UK Parlament |                    |                                  |         |      |